# Sumuragung (Baureno)
Sumuragung is een bestuurslaag in het regentschap Bojonegoro van de provincie Oost-Java, Indonesië. Sumuragung telt 2853 inwoners (volkstelling 2010).